# Hamburg-Bergedorf

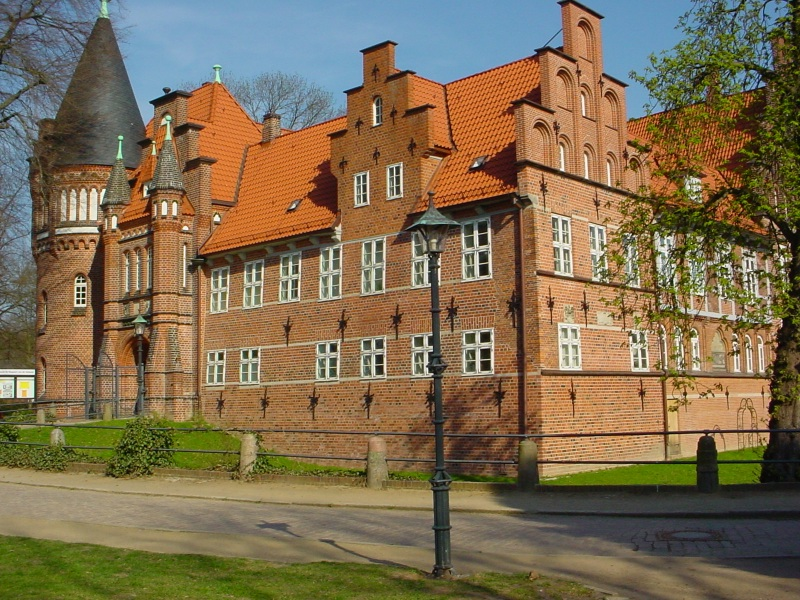
Castelul Bergedorf

Bergedorf este un sector situat în partea sud-estică a orașului hanseatic Hamburg.  Ulterior, sectorului vechi Bergedorf a fost alipit Lohbrügge, Vierlande și Marschlande. Centrul administrativ al sectorului se află pe malul râului Bille. Interesant pentru turiști este castelul Bergedorf situat pe o insulă.